# Nikolaj Ostrovskij
Nikolaj Alexejevič Ostrovskij (rusky Николай Алексеевич Островский; 29. září 1904 – 22. prosince 1936) byl sovětský spisovatel ukrajinské národnosti.

## Historie
Byl představitelem tzv. socialistického realismu. Proslul svým prvním, autobiografickým románem Jak se kalila ocel (Как закалялась сталь) popisující osudy hrdiny Pavky Korčagina v době ruské občanské války. Napsal poté již jen jednu další prózu, Bouří zrozeni (Рождённые бурей). Ne zcela dokončená vyšla těsně po jeho smrti roku 1936. Pojednává o občanské válce na Ukrajině v letech 1917–21. Literatuře se začal věnovat poté, co oslepl a zchroml.